# ديفيد موس (لاعب كرة قدم بريطاني)
ديفيد موس (بالإنجليزية: David Moss)‏ هو لاعب كرة قدم ومدرب كرة قدم بريطاني، ولد في 18 مارس 1952 في ويتني ‏ في المملكة المتحدة. لعب مع سويندون تاون ونادي لوتون تاون.

## وصلات خارجية
- ديفيد موس على موقع قاعدة بيانات كرة القدم.إي يو (الإنجليزية)
- ديفيد موس على موقع Soccerbase.com (مدرب) (الإنجليزية)